# Церемония MTV Video Music Awards 2017
The 2017 MTV Video Music Awards — 34-я церемония вручения наград, прошедшая 27 августа 2017 года в Фаблоус Форуме в Ингливуде, Калифорния). Лидером по числу наград (6) и номинаций (8) стал Кендрик Ламар. Пинк удостоилась специальной премии имени Майкла Джексона «Признание Поколения».

## Выступления

### Пре-шоу
- Cardi B — «Bodak Yellow»
- Bleachers — «Don’t Take the Money»
- Khalid — «Location», «Young Dumb & Broke»

### Основное шоу
Источники:
1. Кендрик Ламар — «DNA», «Humble»
2. Эд Ширан и Lil Uzi Vert — «Shape of You», «XO Tour Llif3»
3. Джулия Майклз — «Issues»
4. Шон Мендес — «There’s Nothing Holdin' Me Back»
5. Лорд — «Homemade Dynamite»
6. Fifth Harmony и Gucci Mane — «Angel», «Down»
7. Майли Сайрус — «Younger Now»
8. Деми Ловато — «Sorry Not Sorry»
9. Пинк — «Get the Party Started», «Raise Your Glass», «So What», «F**kin’ Perfect», «Just Give Me a Reason», «What About Us»
10. Kyle и Lil Yachty — «iSpy»
11. Джеймс Артур — «Say You Won’t Let Go»
12. Алессия Кара — «Scars to Your Beautiful»
13. Logic, Khalid и Алессия Кара — «1-800-273-8255»
14. Thirty Seconds to Mars и Travis Scott — «Walk on Water», «Butterfly Effect»
15. Род Стюарт и DNCE — «Da Ya Think I’m Sexy?»
16. Кэти Перри и Ники Минаж — «Swish Swish»

## Победители и номинанты
Список номинантов был опубликован 25 июля 2017 года. MTV сократило гендерные номинации, как это уже было сделано на 2017 MTV Movie & TV Awards. MTV также анонсировало, что «Moonman» statue будет переименовано в «Moon Person». Категории Лучшее женское видео и Лучшее мужское видео были объединёны в одну общую категорию, Artist of the Year. Kendrick Lamar получил 8 номинаций, а Katy Perry, The Weeknd и DJ Khaled каждый по 5 номинаций. Номинанты в категории Song of the Summer были анонсированы 22 августа 2017 года Победители выделены жирным шрифтом.

### Видео года | Video of the Year
Кендрик Ламар — «Humble»
- Бруно Марс — «24K Magic»
- Алессия Кара — «Scars to Your Beautiful»
- DJ Khaled (при участии Рианны и Брайсона Тиллера) — «Wild Thoughts»
- The Weeknd — «Reminder»

### Артист года | Artist of the Year
Эд Ширан
- Бруно Марс
- Кендрик Ламар
- Ariana Grande
- Лорд
- The Weeknd

### Лучший новый артист | Best New Artist
Khalid
- Kodak Black
- Young M.A
- Джулия Майклз
- Ноа Сайрус
- SZA

### Лучшее поп-видео | Best Pop Video
Fifth Harmony (при участии Gucci Mane) — «Down»
- Шон Мендес — «Treat You Better»
- Эд Ширан — «Shape of You»
- Гарри Стайлз — «Sign of the Times»
- Кэти Перри (при участии Skip Marley) — «Chained to the Rhythm»
- Майли Сайрус — «Malibu»

### Лучшее рок-видео | Best Rock Video
Twenty One Pilots — «Heavydirtysoul»
- Coldplay — «A Head Full of Dreams»
- Fall Out Boy — «Young and Menace»
- Green Day — «Bang Bang»
- Foo Fighters — «Run»

### Лучшее хип-хоп видео | Best Hip-Hop Video
Кендрик Ламар — «Humble»

### Лучшее совместная работа | Best Collaboration Video
Zayn и Тейлор Свифт — «I Don't Wanna Live Forever»
- Charlie Puth (при участии Selena Gomez) — «We Don't Talk Anymore»
- DJ Khaled (при участии Рианны и Брайсона Тиллера) — «Wild Thoughts»
- D.R.A.M. (при участии Lil Yachty) — «Broccoli»
- The Chainsmokers (при участии Холзи) — «Closer»
- Calvin Harris (при участии Pharrell Williams, Кэти Перри и Big Sean) — «Feels»

### Лучший режиссура | Best Direction
Кендрик Ламар — «Humble» (Режиссёр: Spencer Graves)

### Лучшая хореография | Best Choreography
Kanye West — «Fade» (Хореографы: Teyana Taylor, Guapo, Matthew Pasterisa, Jae Blaze и Derek Watkins)
- Ariana Grande (при участии Ники Минаж) — «Side to Side» (Хореографы: Брайан и Скотт Николсоны)
- Кендрик Ламар — «Humble.» (Хореограф: Dave Meyers)
- Сия — «The Greatest» (Хореограф: Ryan Heffington)
- Fifth Harmony (при участии Gucci Mane) — «Down» (Хореограф: Sean Bankhead)

### Лучшие визуальные эффекты | Best Visual Effects
Кендрик Ламар — «Humble» (Эффекты: Jonah Hall of Timber)

### Лучшая художественная работа | Best Art Direction
Кендрик Ламар — «Humble» (Художник-постановщик: Spencer Graves)

### Лучший монтаж | Best Editing
Young Thug — «Wyclef Jean» (Монтажёры: Ryan Staake и Eric Degliomini)

### Лучшая операторская работа | Best Cinematography
Кендрик Ламар — «Humble» (Оператор: Scott Cunningham)

### Песня лета | Song of Summer
Lil Uzi Vert — «XO Tour Llif3»

### Премия имени Майкла Джексона «Признание Поколения» | Michael Jackson Video Vanguard Award
- Пинк